# 爱丁堡国王剧院
爱丁堡国王剧院（King's Theatre Edinburgh）是苏格兰最重要的剧院之一，是一座百年剧院，于1906年开张，位于爱丁堡利文街（Leven Street），也是每年8月舉辦的愛丁堡國際藝術節的活動場地。

## 历史
爱丁堡国王剧院最初由爱丁堡建筑公司委托，这是一群当地商人，由罗伯特 C.布坎南领导。这是他们最野心勃勃的项目，要与成功的皇家兰心剧院（Royal Lyceum Theatre）竞争。
该建筑于1906年12月8日第一次向观众开放，首演剧目为《灰姑娘》。

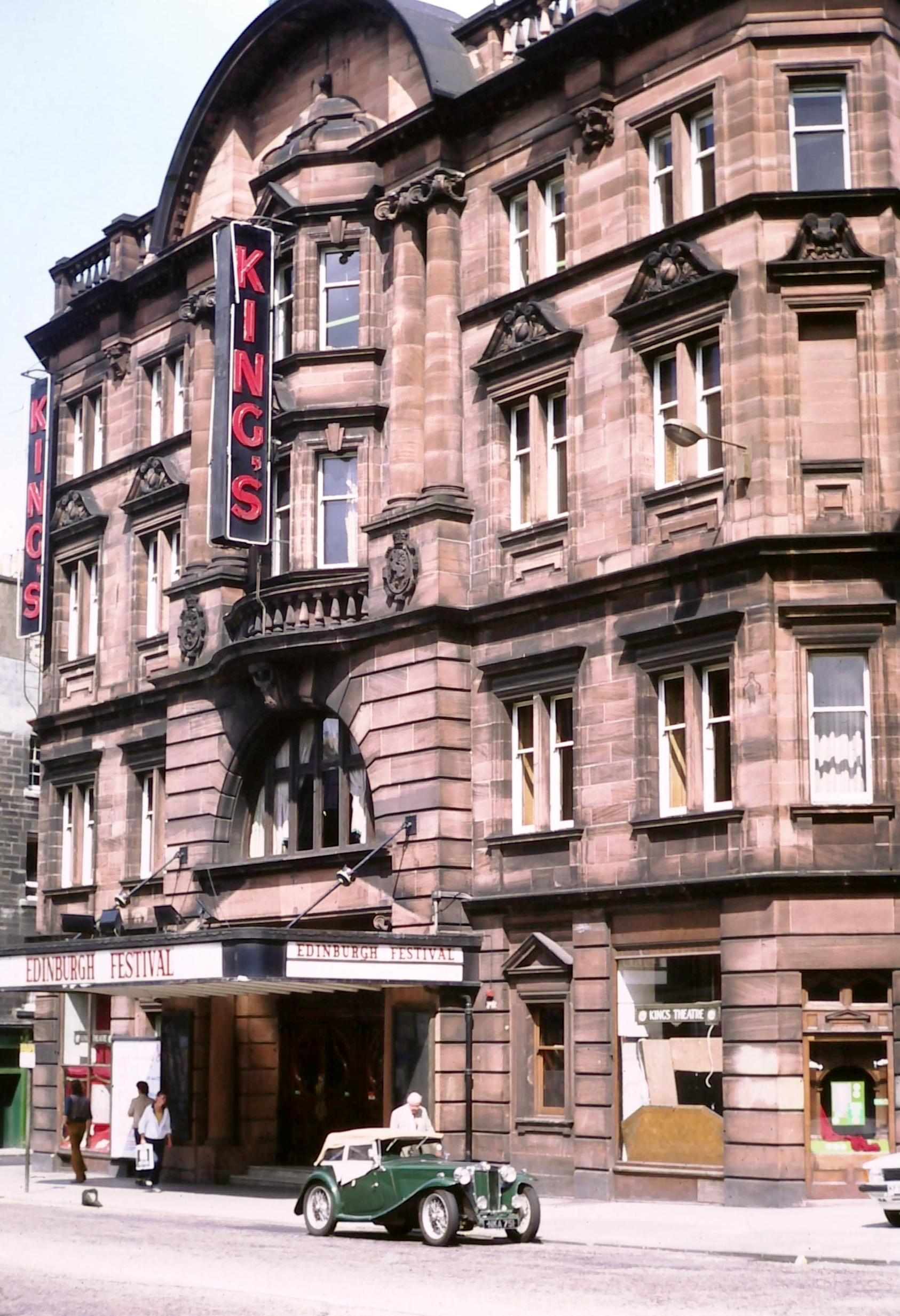
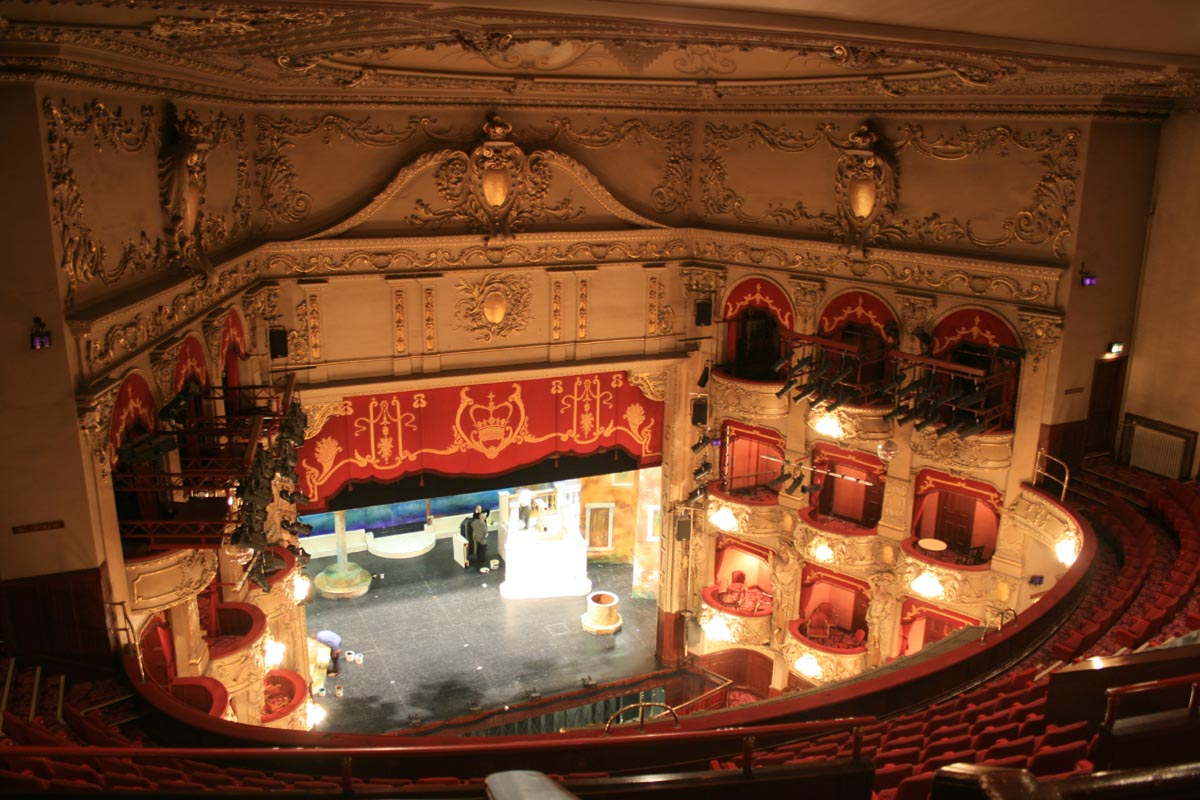
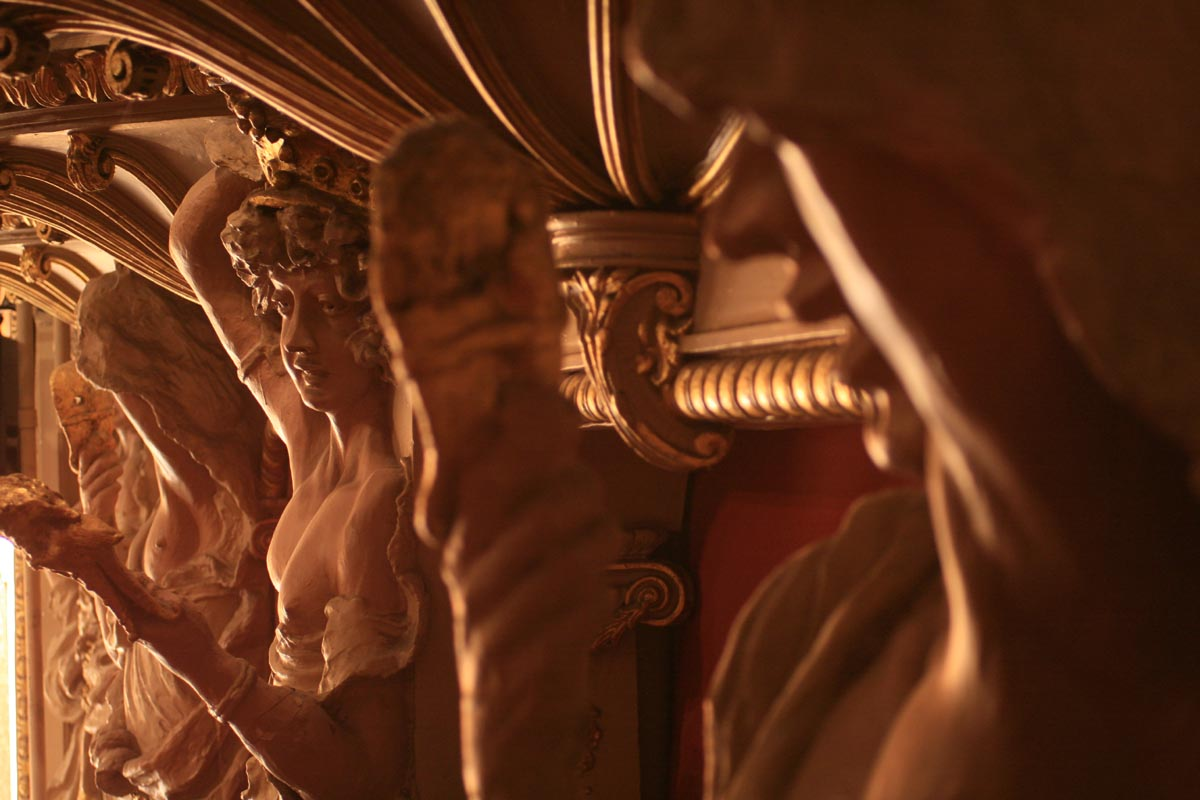